# Фонтанива
Фонтанѝва (на италиански: Fontaniva) е градче и община в Северна Италия, провинция Падуа, регион Венето. Разположено е на 44 m надморска височина. Населението на общината е 8246 души (към 2014 г.).